# سارة إليزابيث غود
سارة إليزابيث غود (بالإنجليزية: Sarah E. Goode) (1855 – 8 أبريل 1905) هي سيدة أعمال ومخترعة أمريكية، تعتبر أول أمريكية من أصل أفريقي تحصل على براءة اختراع أمريكية سنة 1885.
وُلدت سارة سنة 1855 في توليدو (أوهايو)، مع أنها تعتبر نفسها من أبناء إسبانيا كما جاء على لسانها في مناسبات عديدة. هي الابنة الثانية من أصل سبعة أبناء، كانت معروفة بأنها مولاتو البشرة. ولادها أوليفر جاكوبس، اشتغل كنجار في ولاية إنديانا التي تعتبر مكانه الأصلي. مع نهاية الحرب الأهلية الأمريكية، انتقلت عائلة جاكوبس إلى ولاية شيكاغو. حيث قابلت وتزوجت هناك من أرشيبالد غود المنحدر من مقاطعة وايز، ورُزقت منه بسبعة بستة أطفال.
كانت تصف نفسها بأنها مصممة الدرج والتنجيد كما فتحت محل لبيع الأثاث.
جائت فكرة اختراعها من خلال المنازل الصغيرة والاستوديواهات التي كان يعيش فيها الكثير من الأمريكيين، حيث لاحظت أن هذه الإقامات تحتوي على مساحة ضئيلة للاحتفاظ بالأشياء الكبيرة المستغنى عنها. لهذا فكرت في إنشاء غرفة إضافية مخصصة لهذه المهمة دون التأثير بمساحة المنزل الصغيرة. فكانت فكرة القبو التي استلهمتها من تصميم المكاتب.
حصلت على براءة اختراعه في 14 يوليو 1885.
توفيت سارة في شيكاغو سنة 1905، ودُفنت في مقبرة غريسلاند.

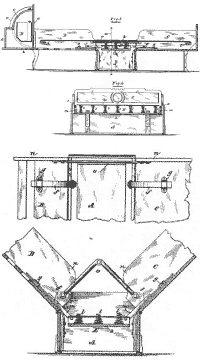
الصفحة الثانية للقبو من تصميم سارة غود